# Joseph Nollekens

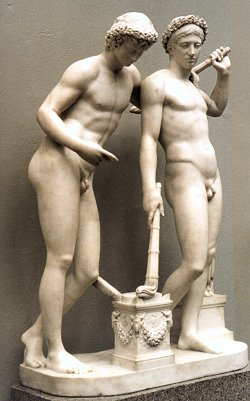
Castor and Polydeuces, copie d'une statue antique, Victoria and Albert Museum

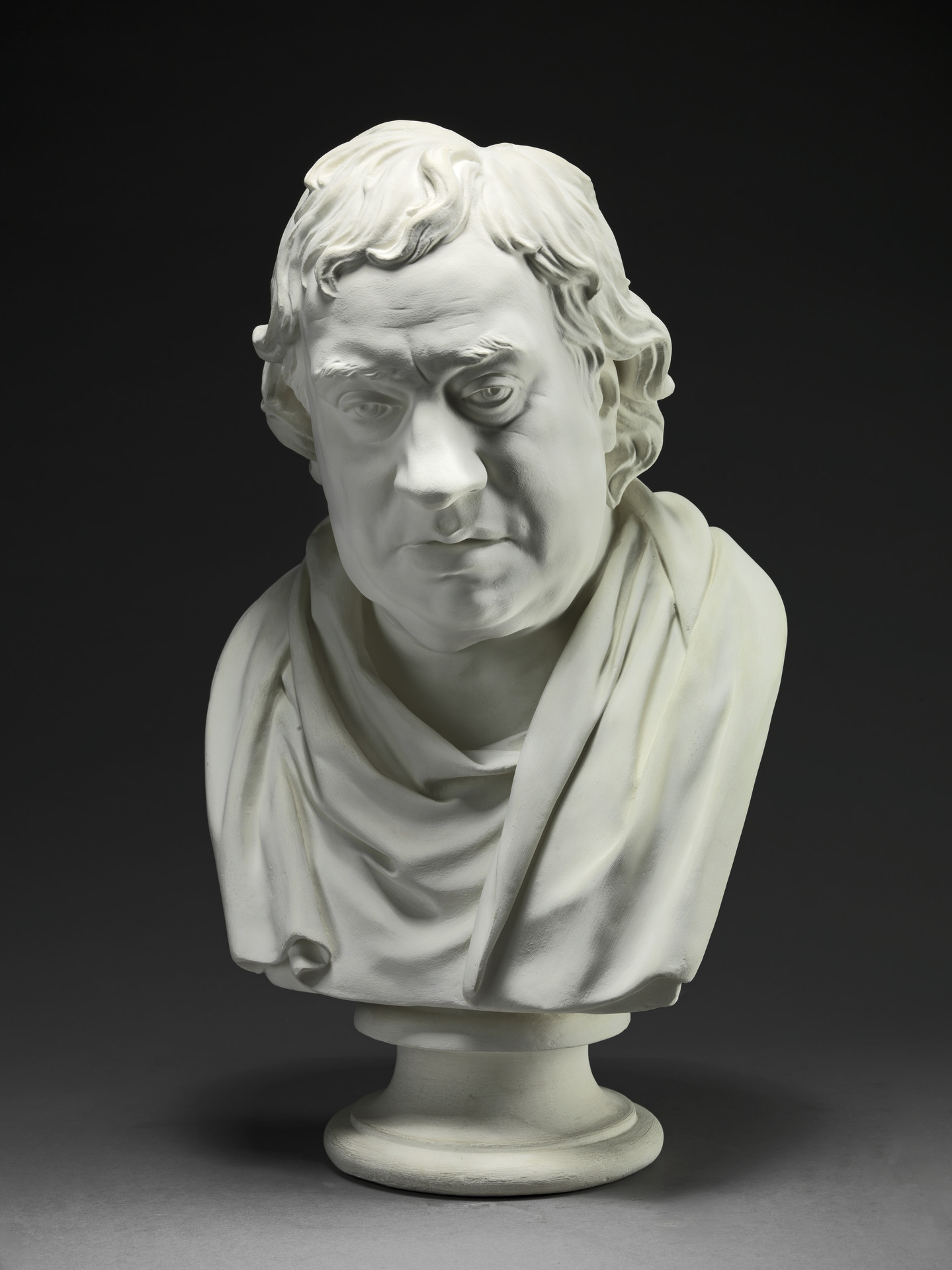
Samuel Johnson, Yale Center for British Art, 1777.

Joseph Nollekens (né le 11 août 1737 à Londres et mort le 23 avril 1823) était un sculpteur britannique.
Joseph Nollekens était le fils du peintre flamand Joseph Francis Nollekens. Il fut l'élève du sculpteur flamand Peter Scheemakers.
Il réalisa de nombreux bustes des personnalités de son temps. Cela lui permit de faire fortune.